# Graham Township (comté de Johnson, Iowa)
Graham Township est un township du comté de Jefferson en Iowa, aux États-Unis,.
Il est fondé en 1857. Il est nommé à la mémoire de John Graham, un colon de la première heure.

## Source de la traduction
- (en) Cet article est partiellement ou en totalité issu de l’article de Wikipédia en anglais intitulé « Graham Township, Johnson County, Iowa » (voir la liste des auteurs).